# Tonhalle Orchester Zürich

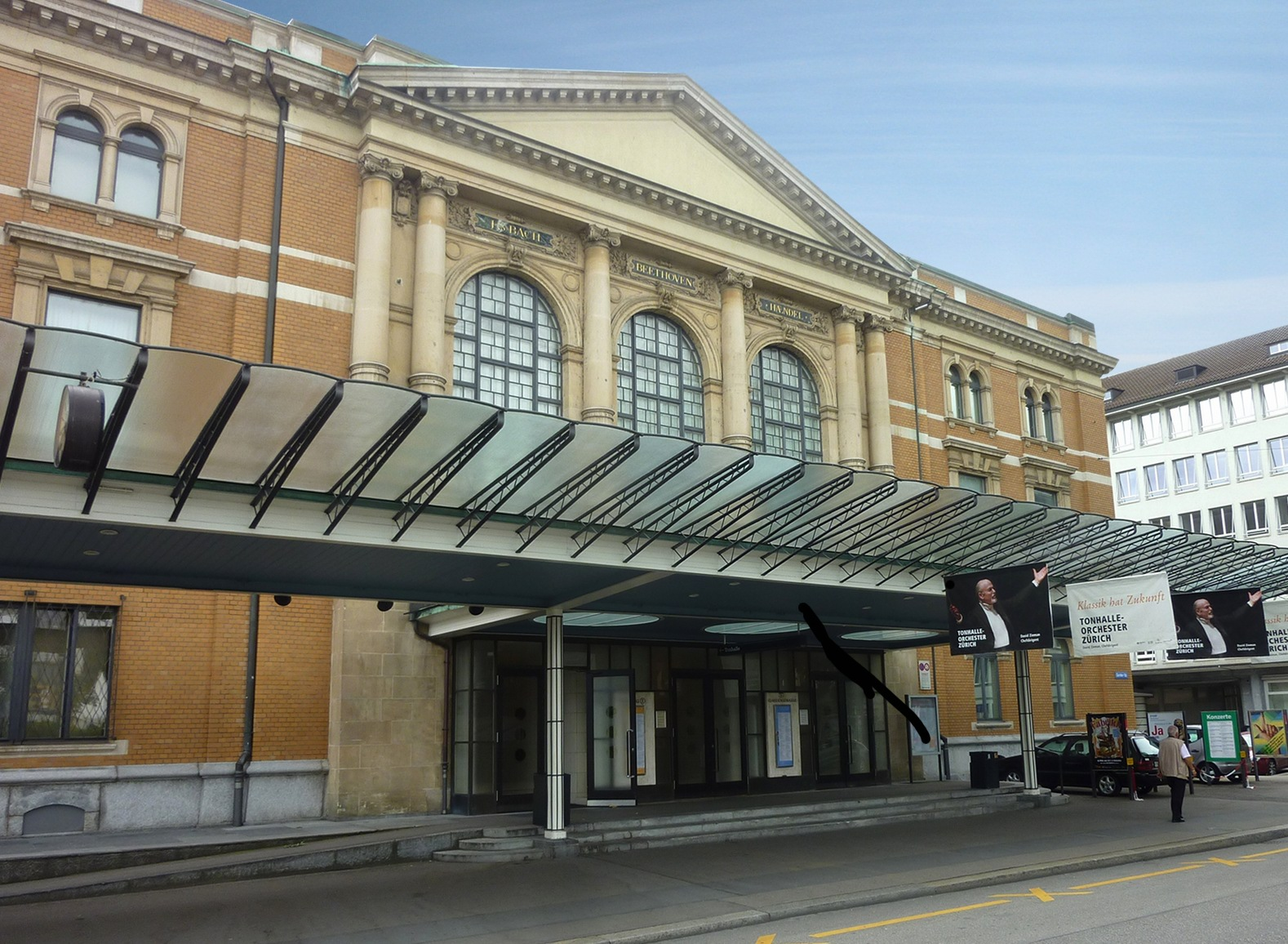
De Tonhalle in Zürich, thuisbasis van het orkest

Het Tonhalle Orchester Zürich (TOZ) is een Zwitsers symfonieorkest dat in 1868 is opgericht. Het orkest dankt zijn naam aan de concertzaal, de Tonhalle in Zürich, waar het sinds 1895 optreedt.

## Geschiedenis
Voorgeschiedenis
Zürich heeft een lange geschiedenis van muziekensembles. In de 17e eeuw bestond diverse muziekverenigingen die hun naam ontleenden aan de zalen waar ze optraden: Zum Chorherresaal (rond 1600), Ab dem Musiksaal beim Kornhaus (1613) en Zum Fraumünster (1679). In 1812 ontstond uit deze ensembles één organisatie, de Allgemeine Musik-Gesellschaft (AMG), die een niet-permanent, seizoensgebonden orkest oprichtte. Het stond onder leiding van onder anderen Casimir von Blumenthal (van 1821 tot 1846) en Franz Abt (van 1846 tot 1852). Toen in 1861 het Schweizerische Musikfest in Zürich werd gehouden, klonk een steeds luidere roep om een permanent orkest, maar door geldgebrek kon de AMG daaraan niet voldoen. Daarom stichtte een groep inwoners van Zürich in 1865 de Orchesterverein als het eerste permanente orkest van de stad. De oprichting van het Tonhalle-Orchester Zürich volgde drie jaar later in 1868. Beide ensembles spelen nog steeds in Zürich.
Tonhalle Orchester
Het Tonhalle Orchester trad de eerste decennia op in de Alte Tonhalle op de plek die sinds 1947 Sechseläutenplatz heet, maar kreeg in 1895 de beschikking over een nieuw eigen gebouw met een grote en een kleine zaal, de Neue Tonhalle aan de General-Guisan-Quai (voorheen Alpenquai) op de linkeroever van het Meer van Zürich. Akoestisch geldt de concertzaal als een van de meest geslaagde van Europa. De historiserende vormgeving van het gebouw is ontworpen door de architecten Ferdinand Fellner en Hermann Gottlieb Helmer. In 1937-1939 werd de Tonhalle geïntegreerd in een groter complex, het Kongresshaus Zürich van de architecten Max Ernst Haefeli, Werner Max Moser en Rudolf Steiger.
Het Tonhalle Orchester kreeg internationaal slechts langzaam grotere bekendheid. Wel stonden er door de jaren vaak bekende componisten en dirigenten voor het orkest, te beginnen met Johannes Brahms en Richard Wagner. Franz Lehár maakte in 1947 opnamen met het orkest, die zijn heruitgebracht op cd.
In de geschiedenis van het Tonhalle Orchester vallen de langdurige verbintenissen van de chef-dirigenten op. Friedrich Hegar, de eerste dirigent, werkt van 1868 tot 1906 met het orkest, een periode van 38 jaar. Zijn opvolger Volkmar Andreae bleef 43 jaar, van 1906 tot 1949. Hij heeft ongeveer 1300 concerten gedirigeerd. In 1928 startte hij de 'familieconcerten'. In 1947 was de stad Zürich bereid het orkest te subsidiëren, op voorwaarde dat er ook speciale concerten voor jongeren zouden worden gegeven.
Onder dirigent David Zinman groeide het orkest duidelijk in kwaliteit en faam, mede door zijn opnames van alle symfonieën van Beethoven en Schumann en van werken van Richard Strauss. Tijdens zijn chef-dirigentschap van 1995 tot 2014 begon het orkest met de korte tonhalleLATE-concerten in de late avond. Hij introduceerde ook de elementen van de historische uitvoeringsprakitjk bij het orkest. In september 2003 maakte het orkest zijn debuut bij de Proms in Londen. Ook Zinmans afscheidsconcert in juli 2014 speelde zich af bij de Proms.
Sinds 2019 is Paavo Järvi chef-dirigent van het orkest.

## Dirigenten
- Friedrich Hegar (1868-1906)
- Volkmar Andreae (1906-1949)
- Erich Schmid (1949-1957)
- Hans Rosbaud (1957-1962)
- Rudolf Kempe (1965-1972)
- Charles Dutoit (1967-1971)
- Gerd Albrecht (1975-1980)
- Christoph Eschenbach (1982-1986)
- Hiroshi Wakasugi (1987-1991)
- Michel Plasson (1987-1991), vaste gastdirgent
- Claus Peter Flor (1991-1995), vaste gastdirigent
- David Zinman (1995-2014)
- Lionel Bringuier (2014-2018)
- Paavo Järvi  (2019-)